# Bob Harris (Pianist)
Bob Harris (* 27. September 1943 in Los Angeles; † 11. August 2001) war ein US-amerikanischer Jazzpianist, Keyboarder und Arrangeur.
Bob Harris war Sohn von Maurice Harris, der Trompeter im Tonight Show Orchestra von Doc Severinsen war. Er arbeitete zunächst als Jazzpianist in Clubs im Großraum Los Angeles. In den 1960er Jahren heiratete er die drogenabhängige Singer-Songwriterin Judee Sill, für deren Debütalbum er mit Don Bagley die Orchester-Arrangements schrieb. Außerdem spielte er als Pianist für The Turtles. Um 1970 arbeitete er bei Gábor Szabó und war 1971 kurzzeitig Mitglied von Frank Zappas Band The Mothers, zu hören auf den Alben Playground Psychotics und Fillmore East, June 1971, auf dem er Solist auf dem Wurlitzer Electric Piano in Billy the Mountain war, sowie auf dem John Lennon/Yoko-Ono-Album Some Time in New York City. Ende der 1970er Jahre tourte er mit Ray Charles und schrieb Arrangements für The Friends of Distinction und Jack Jones. Nachdem seine Musikerkarriere lange Zeit von Drogenproblemen überschattet war, starb er 2001 an den Folgen einer Überdosis.
Der Pianist Bob Harris ist nicht mit dem gleichnamigen Keyboarder, Trompeter und Sänger Bob Harris zu verwechseln, der im Jahr 1980 mit Frank Zappa arbeitete.